# La Passe Football Club
La Passe Football Club est un club de football situé aux Seychelles.

## Palmarès
- Champion des Seychelles : (5 dont 1 titre partagé) :
  - 2002 (partagé), 2004, 2005, 2009 et 2022.
- Coupe des Seychelles : 
  - 2023